# Bludný balvan
Bludný balvan, či též eratický balvan, eratikum (polsky głaz narzutowy) je balvan transportovaný ze své domoviny na jiné místo ledovcem.

## Úvod

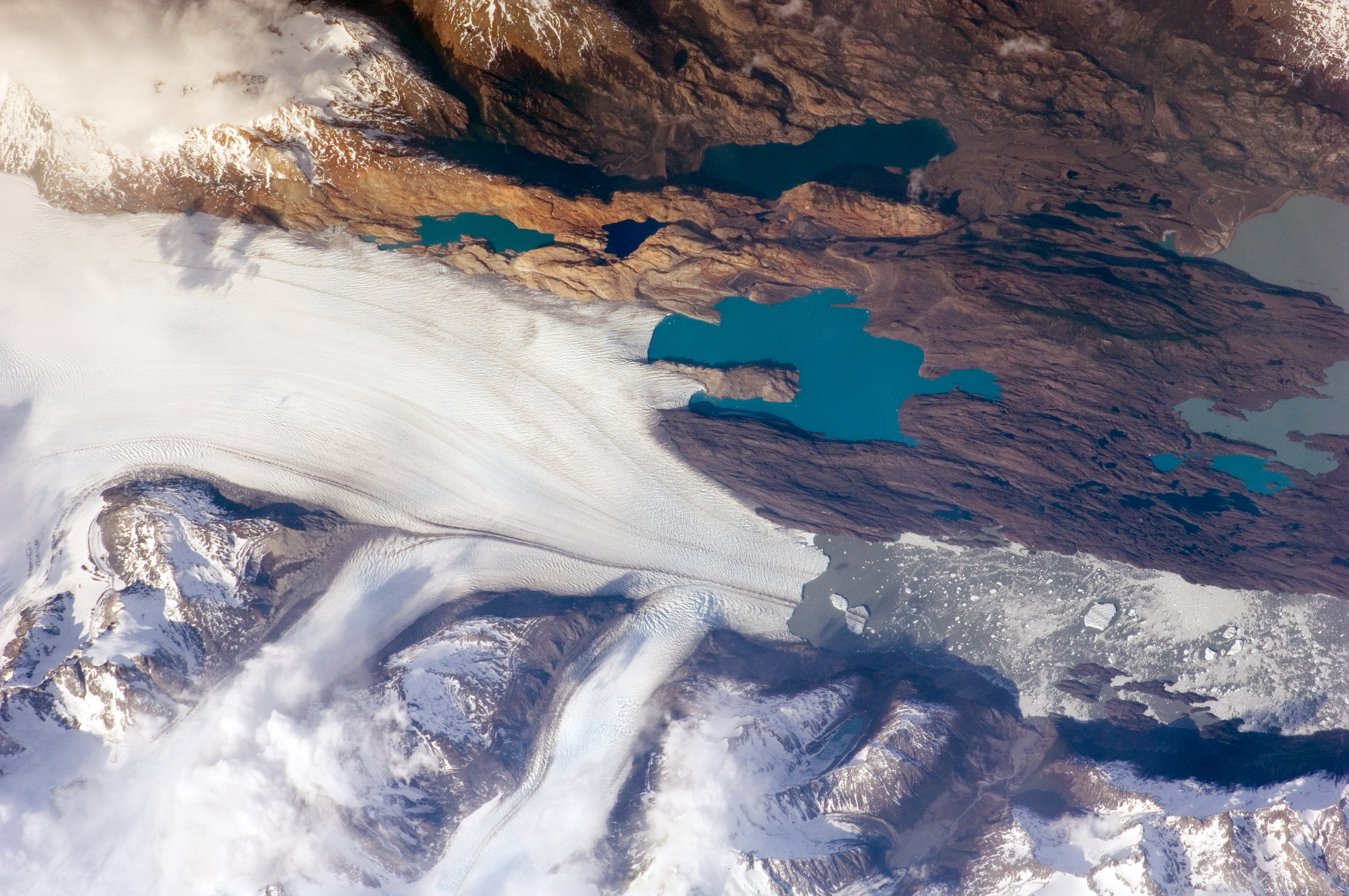
Jihopatagonské ledovcové pole – moréna vznikající posunujícím se ledovcem

Bludný balvan je blok horniny, který byl v době ledové přepraven ledovcem na velkou vzdálenost, kde byl po roztátí ledovce usazen v geologicky zcela odlišném prostředí. Tato teorie se objevila až koncem 19. století, do té doby se jejich výskyt vysvětloval potopou světa, vulkanickou činností či „činností“ čertů, kyklopů a dalších bájných tvorů. Označení pochází z latinského slova errare, které znamená „bloudit“.
Příkladem mohou být balvany skandinávské červené žuly (rapakivi) a jiných hornin z Alandských ostrovů a dalších míst Skandinávie ve Slezsku a na severní Moravě, které byly dopraveny pohybem pevninského ledovce ve starších čtvrtohorách v období halštrovského (cca před 470 až 430 tisíci lety) a sálského zalednění (před 230 až 170 tisíci lety). Žuly a ruly (pro svoji odolnost) v nálezech převažují, dalšími horninami nalezenými ve Slezsku a na severní Moravě jsou migmatity, pískovce, vápence. Pestrost nálezů příkladně dokumentuje naučná zahrádka 72 bludných kamenů budovaná ve Velké Kraši.

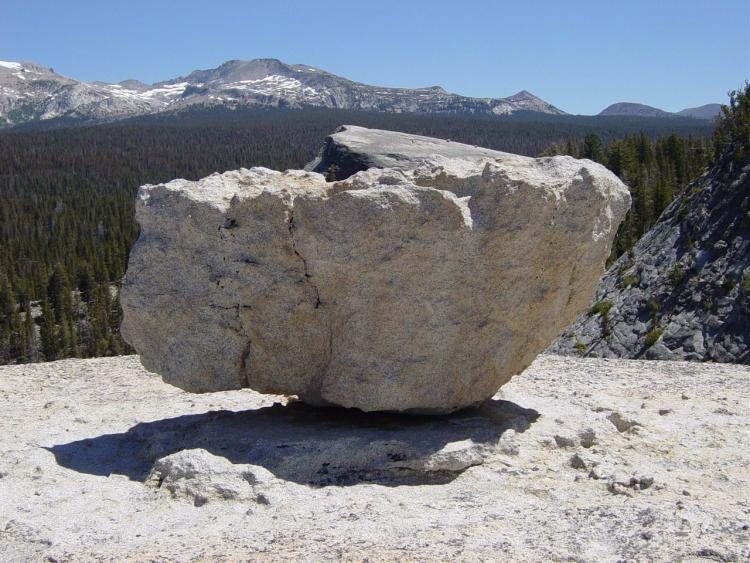
Bludný balvan usazený ledovcem na skalní plošině

Velikost balvanů dosahuje řádově decimetrových až metrových rozměrů, hmotnost v průměru několika tun. Menší kameny se označují jako ledovcové souvky. Největší známý bludný balvan se nachází ve švédském Botsmarku, je 15 metrů vysoký, má průměr 35 metrů a jeho hmotnost se odhaduje na 25 000 tun.
Od roku 1965 je v Česku jako přírodní památka chráněn Liptaňský bludný balvan, nacházející se 1,5 km jižně od obce Liptaň (Osoblažsko). Jeho rozměry jsou (220 × 130 × 120) cm, objem 3,43 m³. Mimořádně velký (10,5 t) balvan byl v roce 1958 nalezen v palhanecké pískovně u Opavy a nyní je umístěn v Křížkovského sadech v Opavě. Mezi chráněné objekty patří i balvany v Ostravě-Kunčicích, Porubě či Rovninské balvany, v současnosti umístěné na výstavišti Černá louka v Ostravě. Ve Vidnavě byl použit bludný balvan jako pamětní kámen připomínající 700 let obce. Významnějším nálezem z poslední doby mimo území ČR je blok žuly zvaný „Starý Švéd“, vybagrovaný v roce 1999 z koryta Labe v Hamburku.
Bludný balvan je nejlépe možné pozorovat v kultivované krajině, kde se například na poli objevují několikametrové balvany, které jsou dobře viditelné i na větší vzdálenost. V dřívějších dobách se bludné balvany používaly jako stavební materiál, na dělové koule či mlýnské kameny. Stávaly se i pohanskými kultovními místy. Z vědeckého hlediska jsou bludné balvany významným prvkem při stanovení jižní hranice zalednění.
Bludné balvany měly své místo také v pohanských rituálech. Kulturní využití je také ve formě různých památníků a pomníků.

## Bludné balvany v Česku

### Bludné balvany v okrese Ostrava-město
- Kunčický bludný balvan – v ČR objemem i hmotností největší (17,5 t)
- Polanský bludný balvan
- Porubský bludný balvan – v ČR s nejdelší dlouhou osou (370cm)
- Pustkovecký bludný balvan – v ČR největší ze sedimentární horniny
- Rovninské balvany
- Třebovický bludný balvan
- Výškovický bludný balvan
- Zábřežský bludný balvan

### Bludné balvany v ostatních okresech ČR
- Expozice bludných balvanů ve Velké Kraši – okres Jeseník
- Liptaňský bludný balvan – okres Bruntál
- Bludné balvany v Petřvaldu – okres Karviná
- Bludný balvan v Hradci nad Moravicí – okres Opava
- Bludný balvan v Opavě – okres Opava

### Galerie

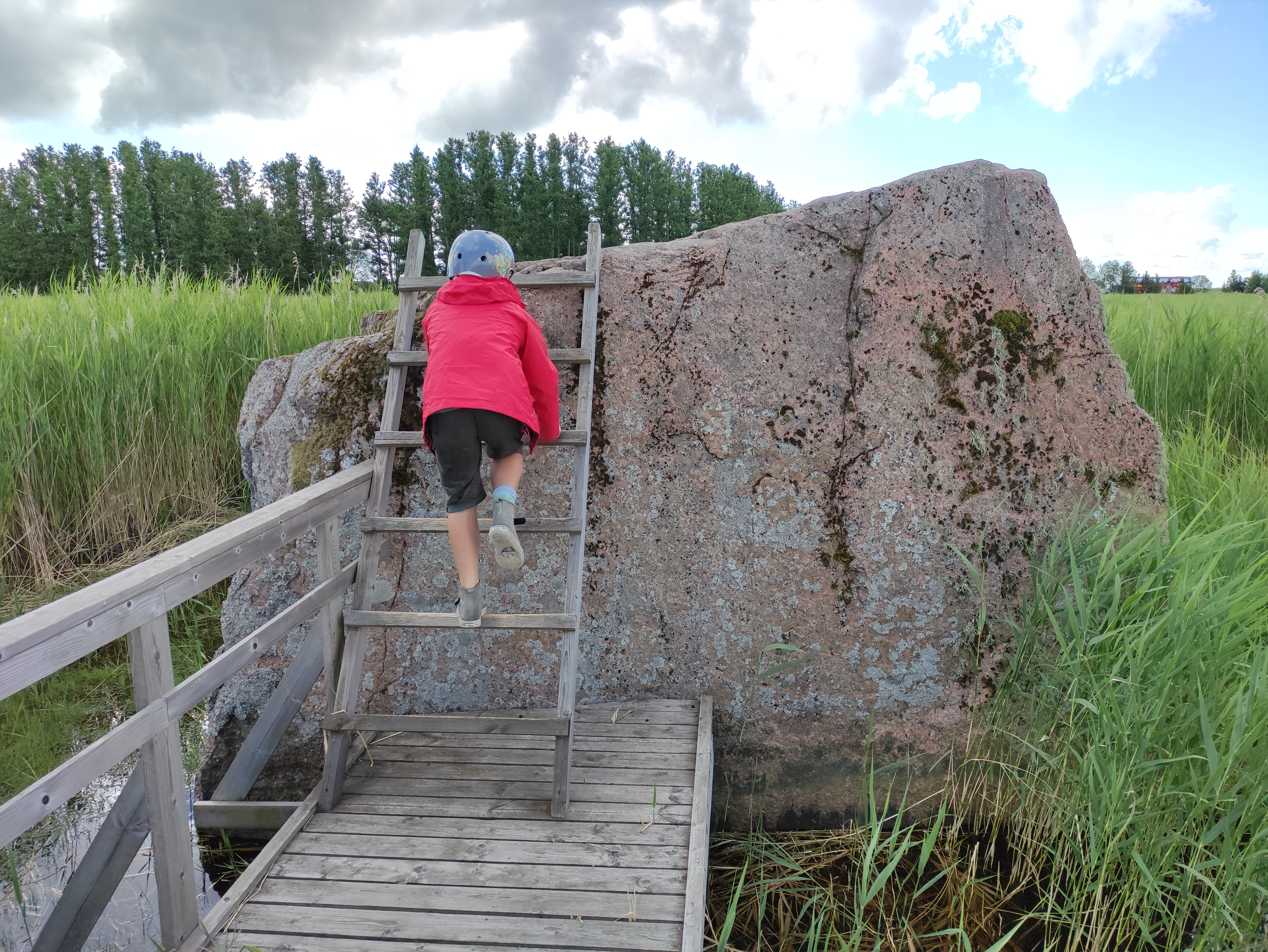
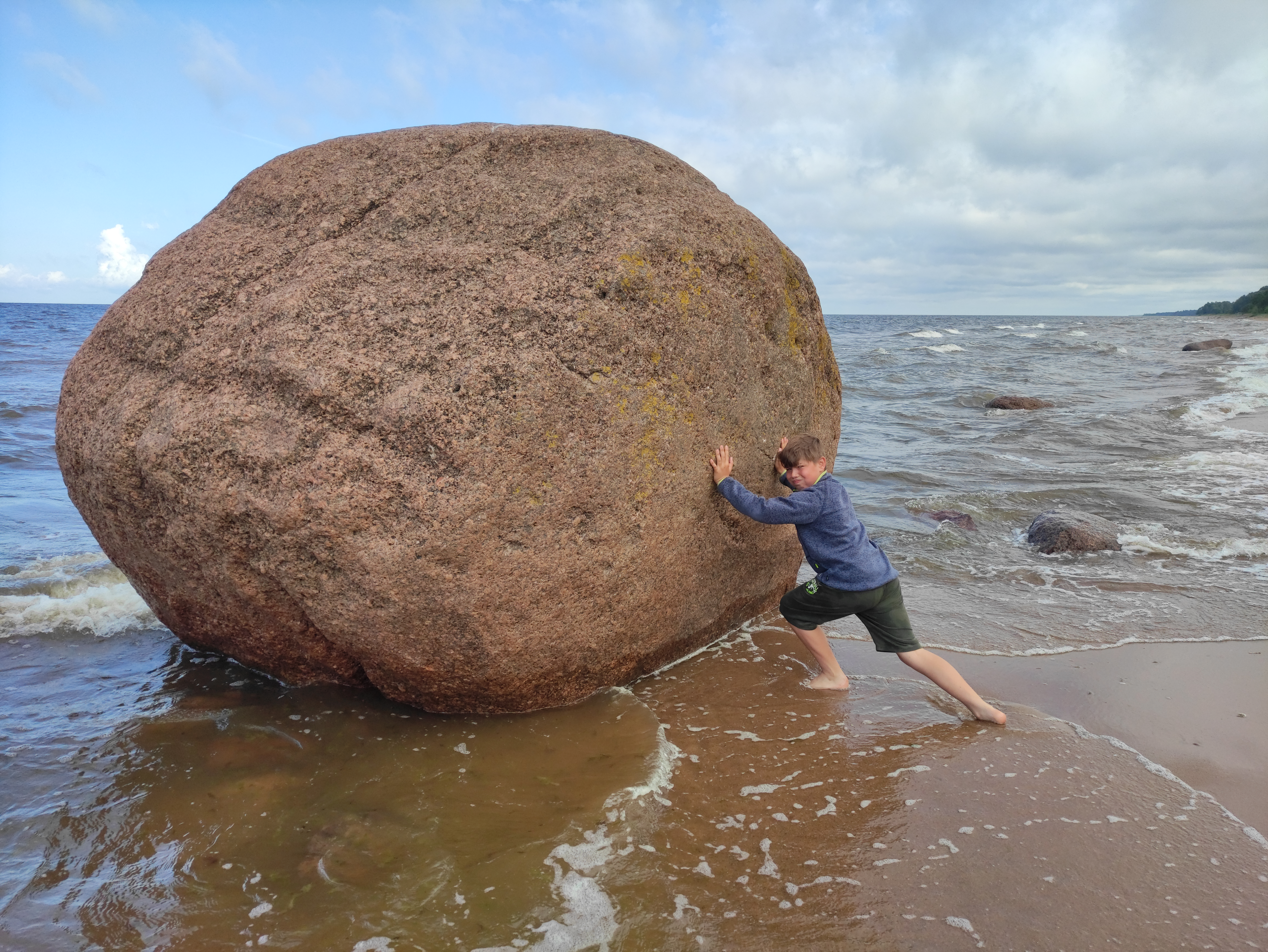
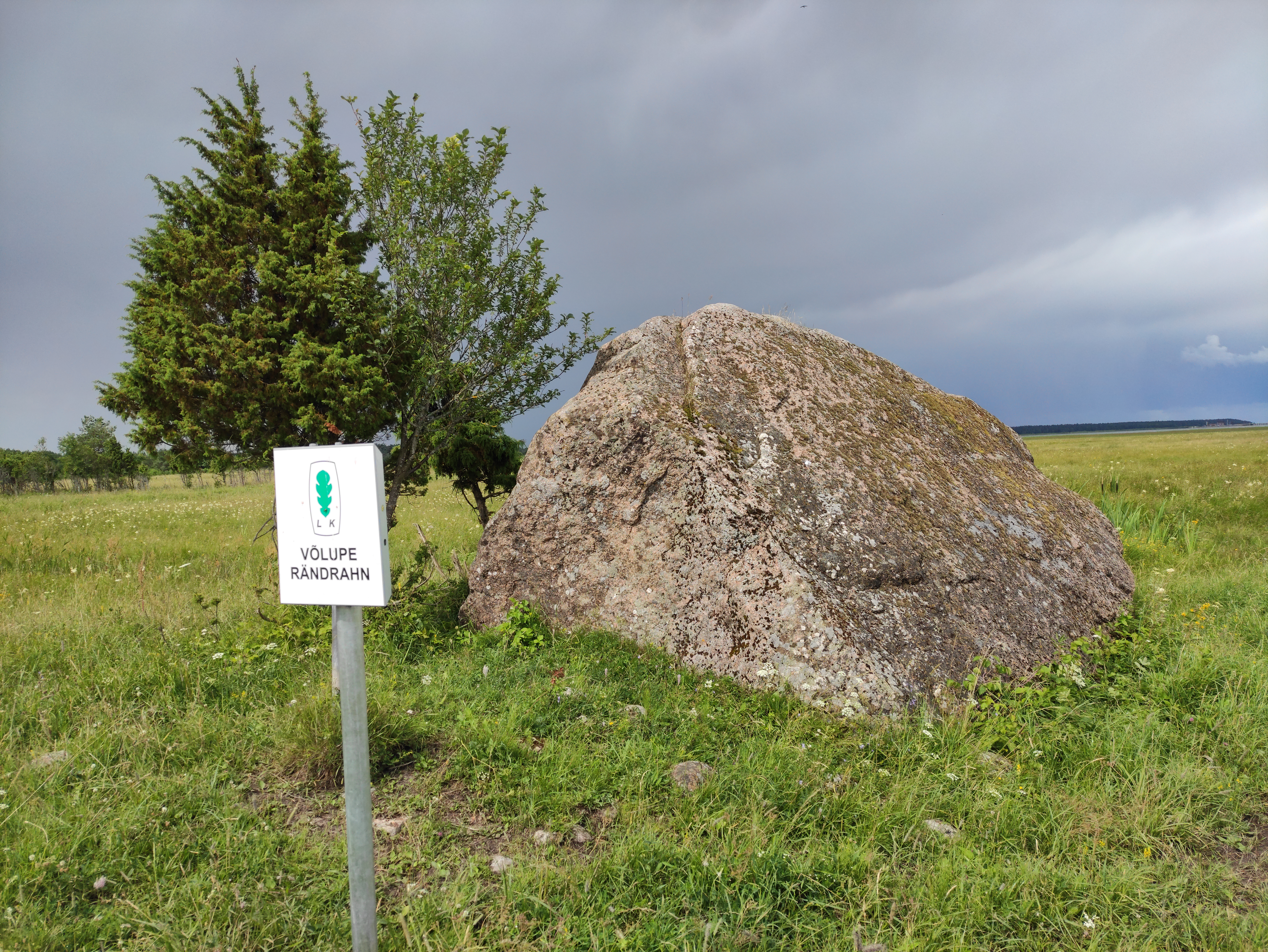
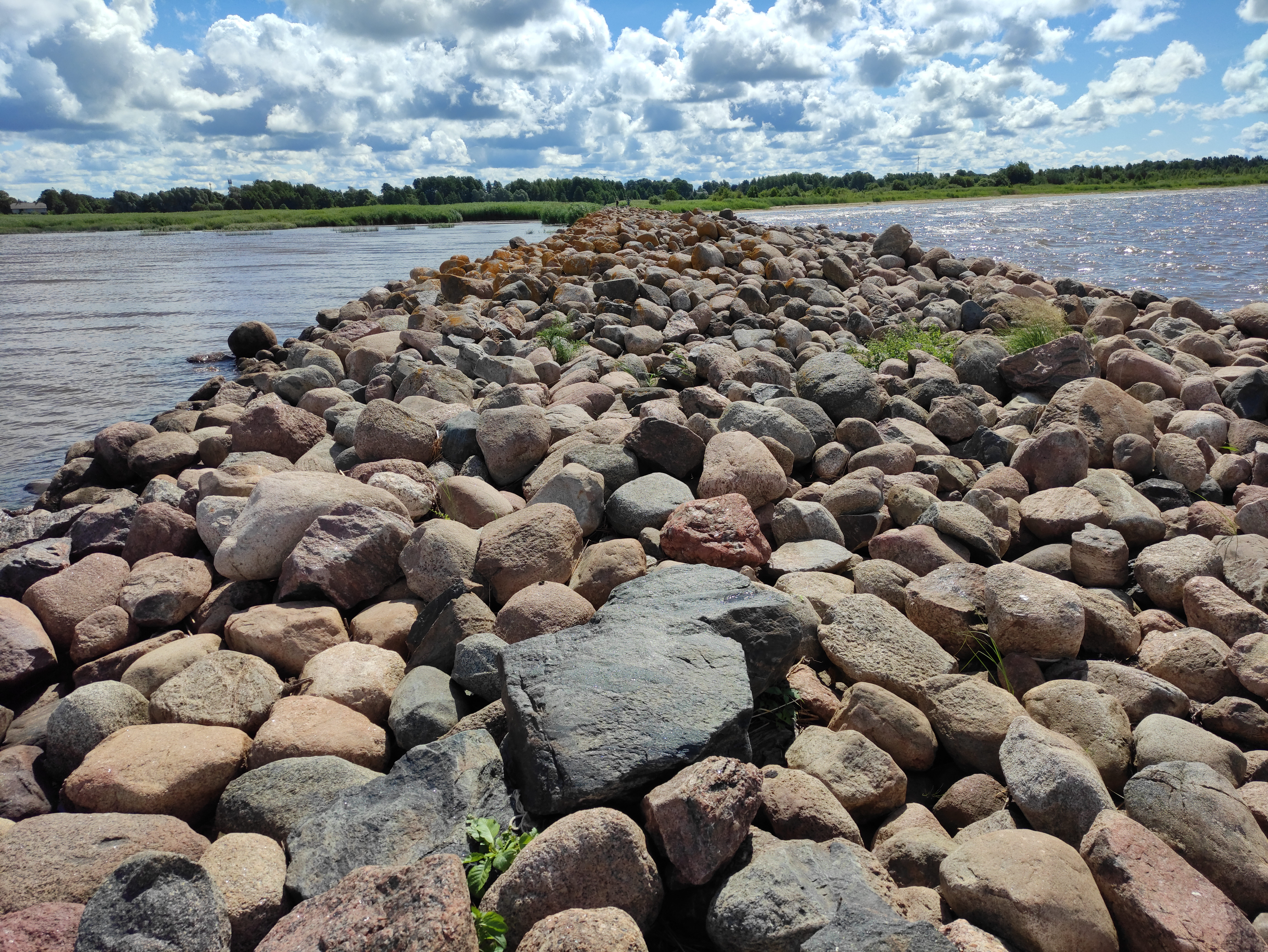
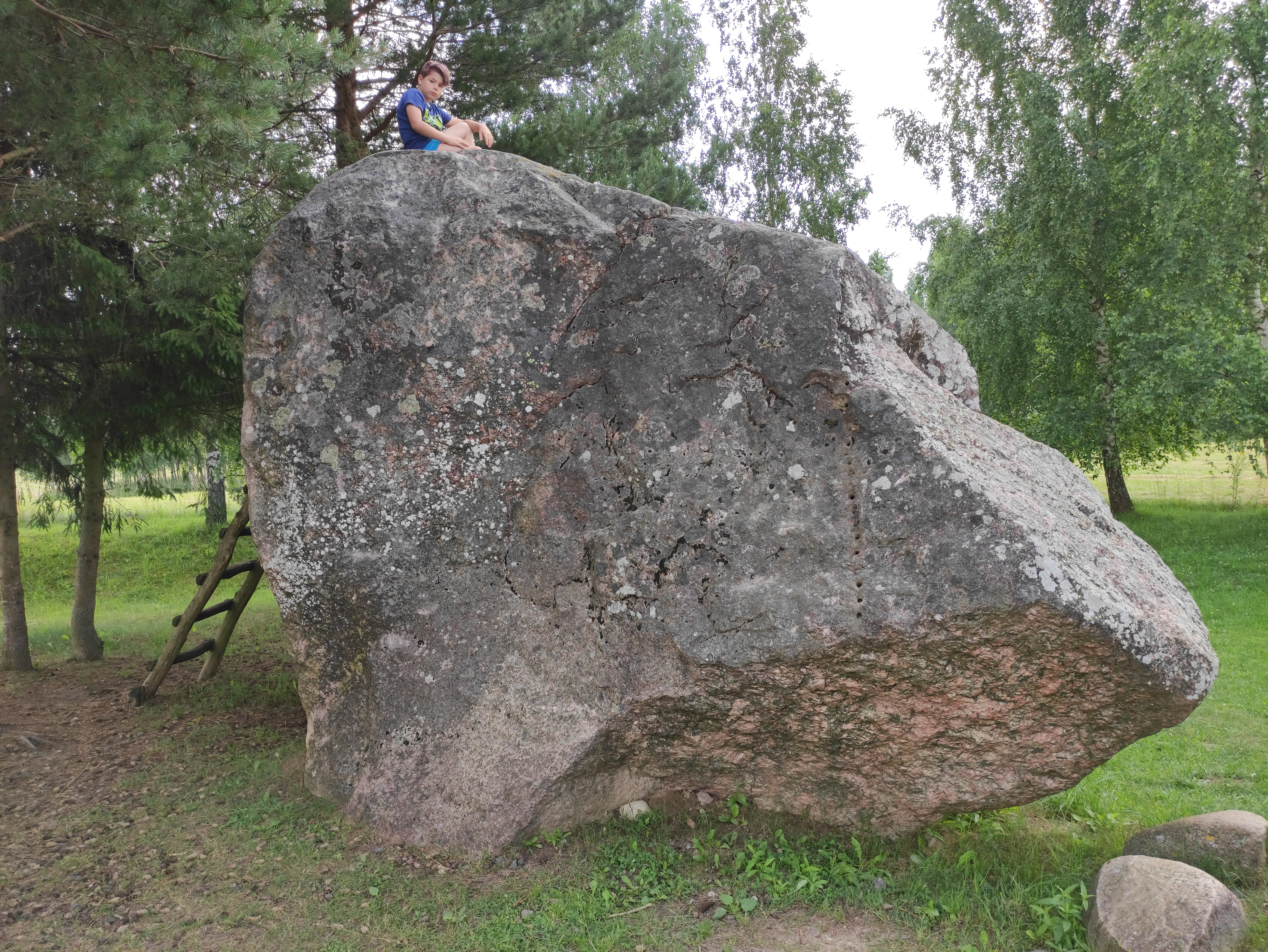
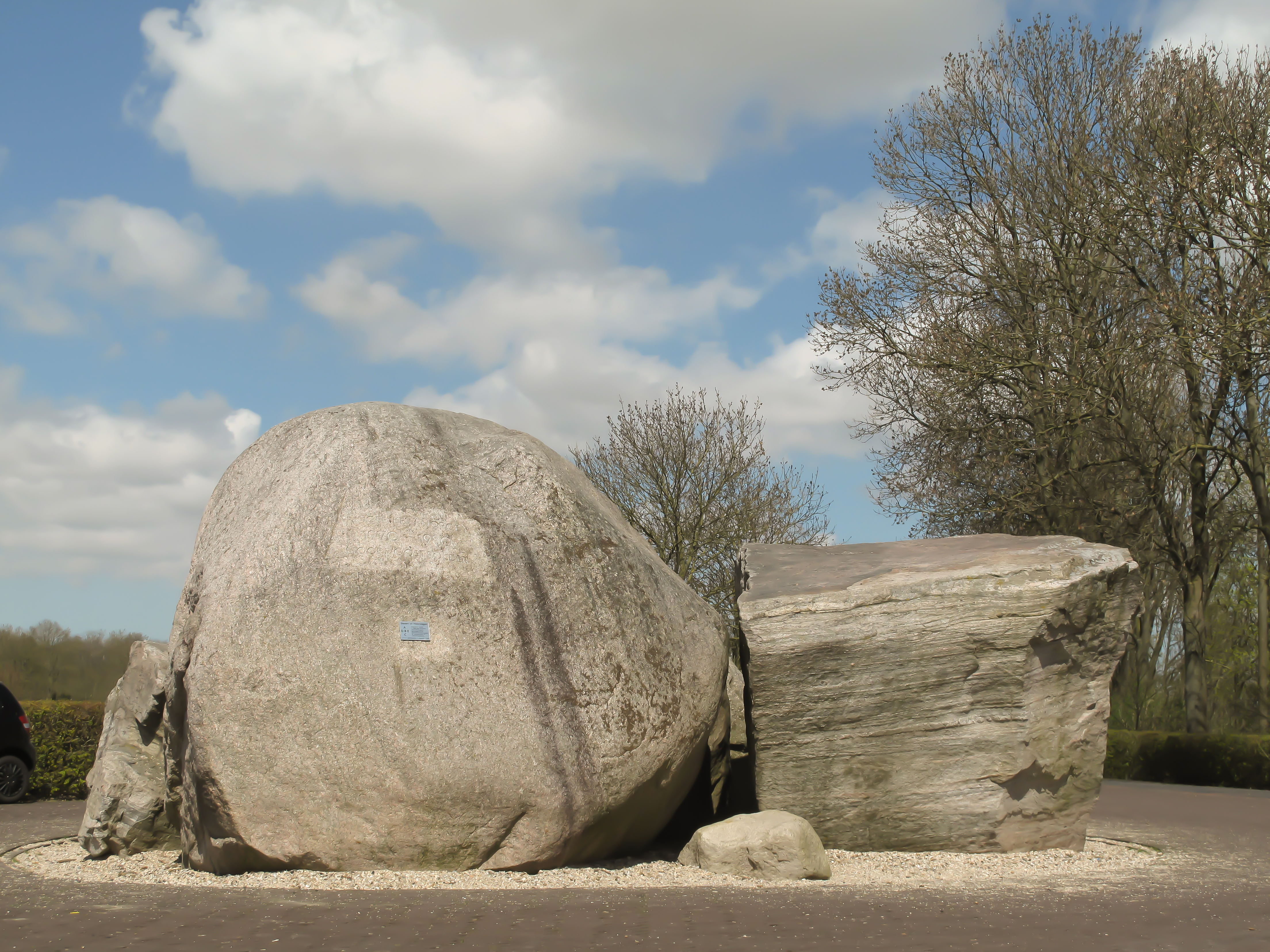
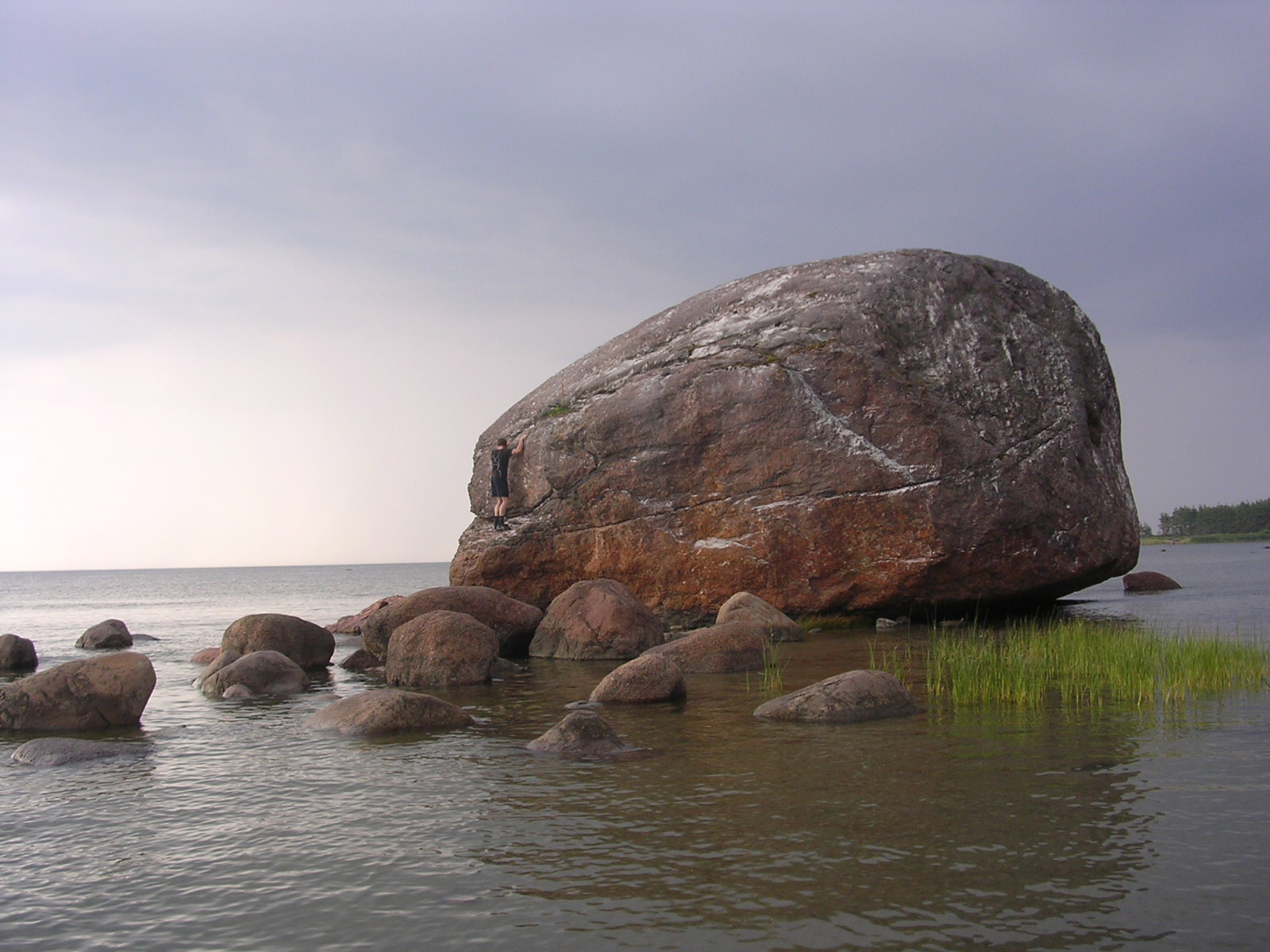

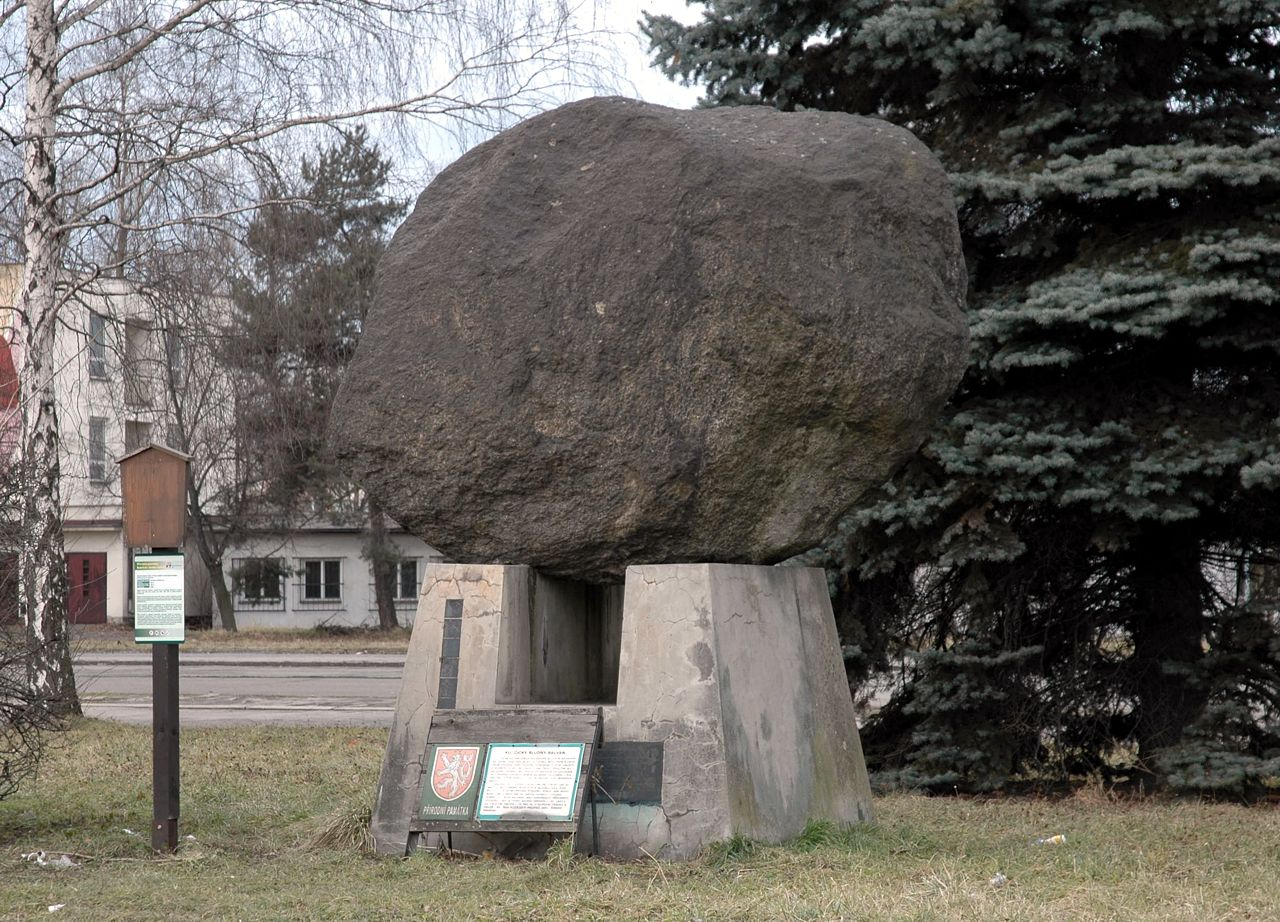
Kunčický bludný balvan
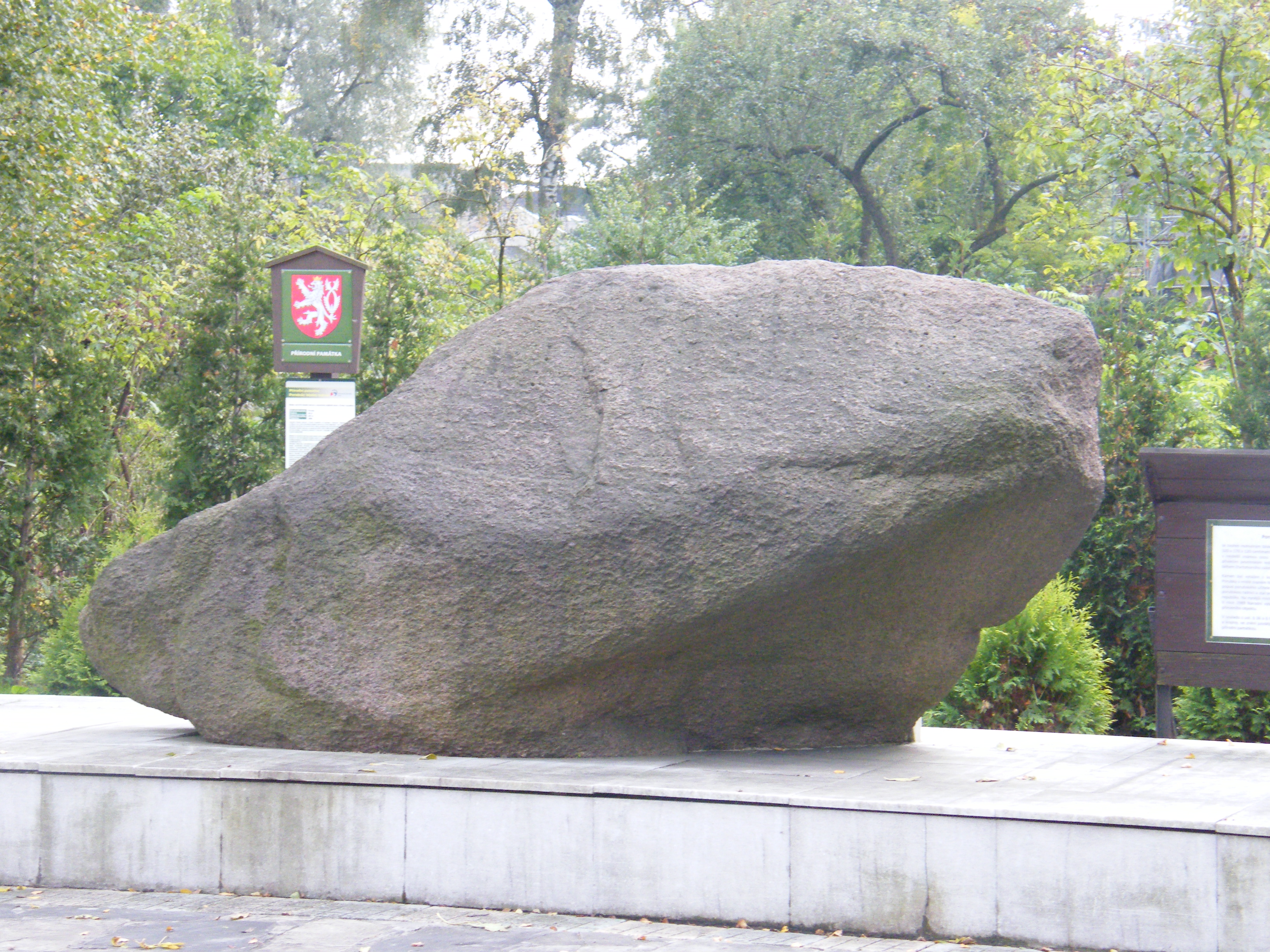
Porubský bludný balvan
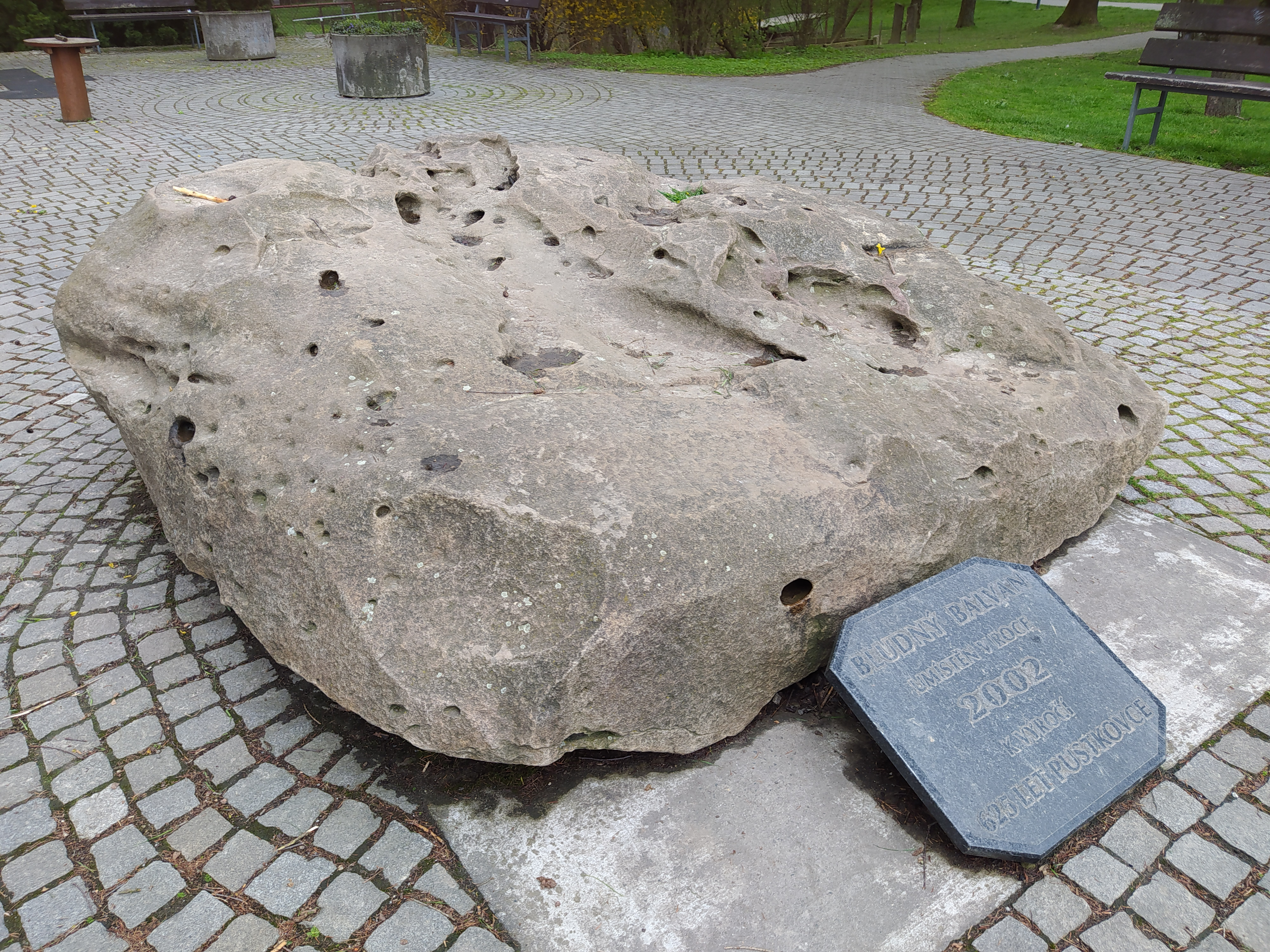
Pustkovecký bludný balvan
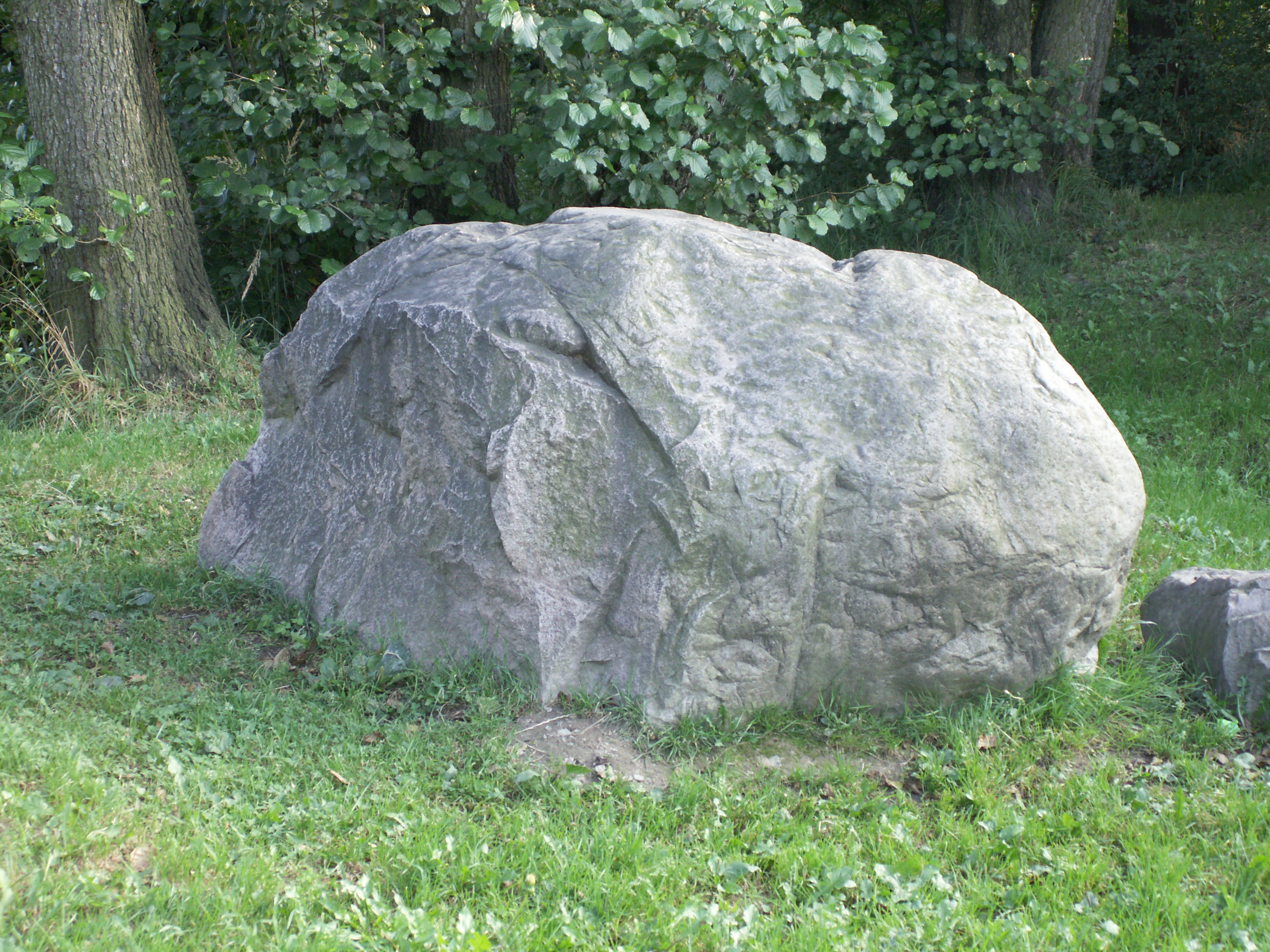
Liptaňský bludný balvan
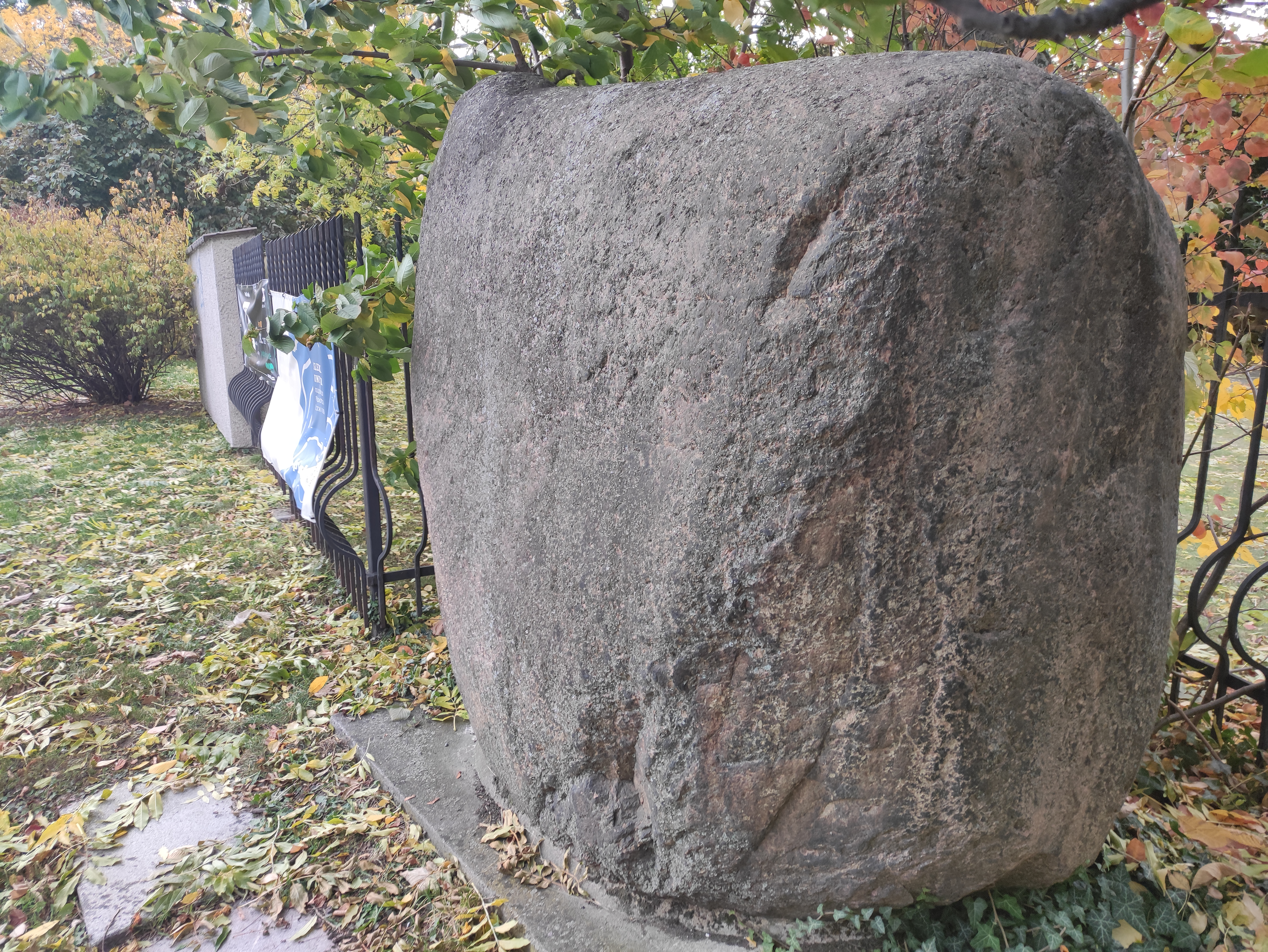
Opavský bludný balvan
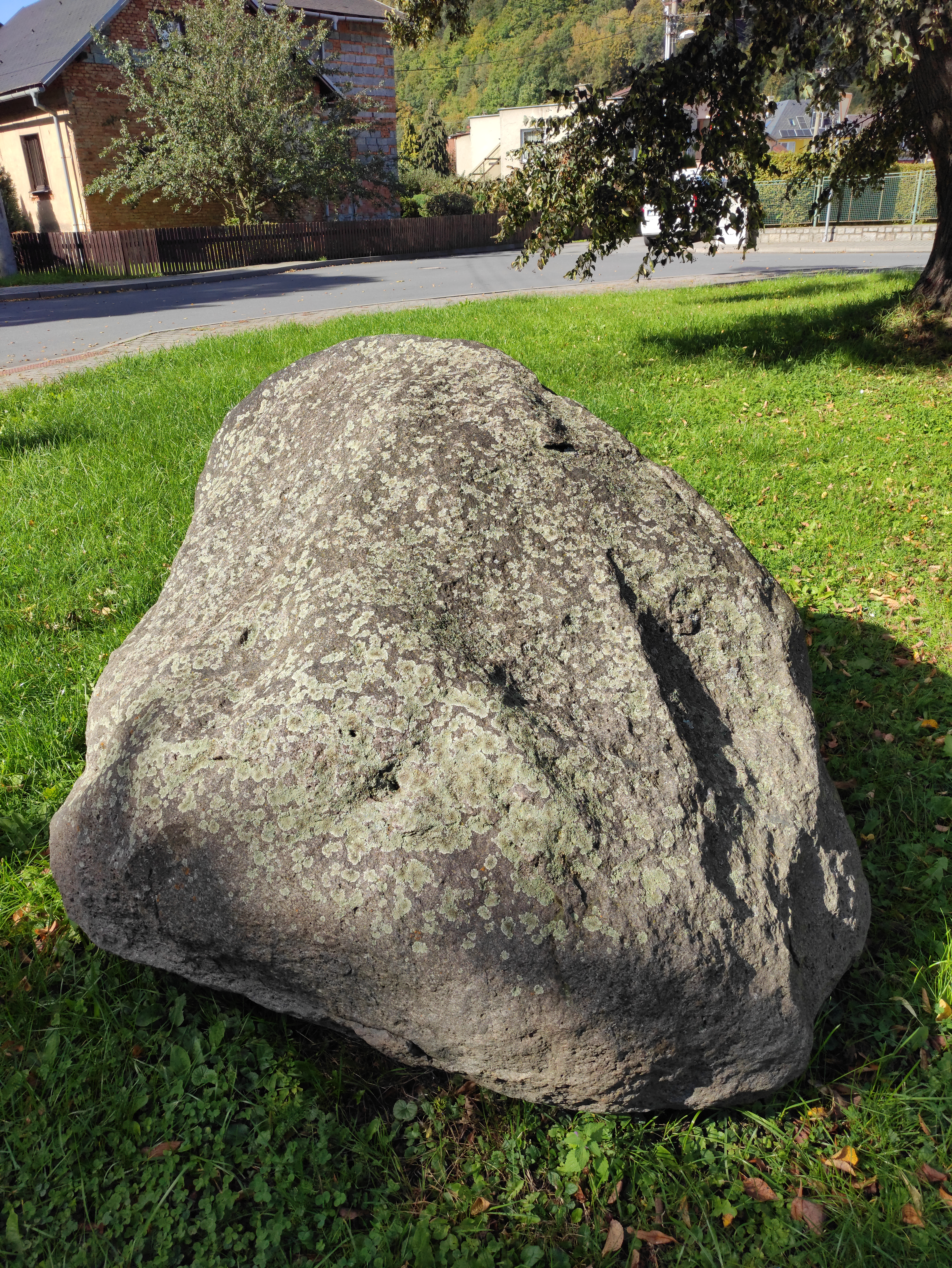
Bludný balvan v Hradci nad Moravicí
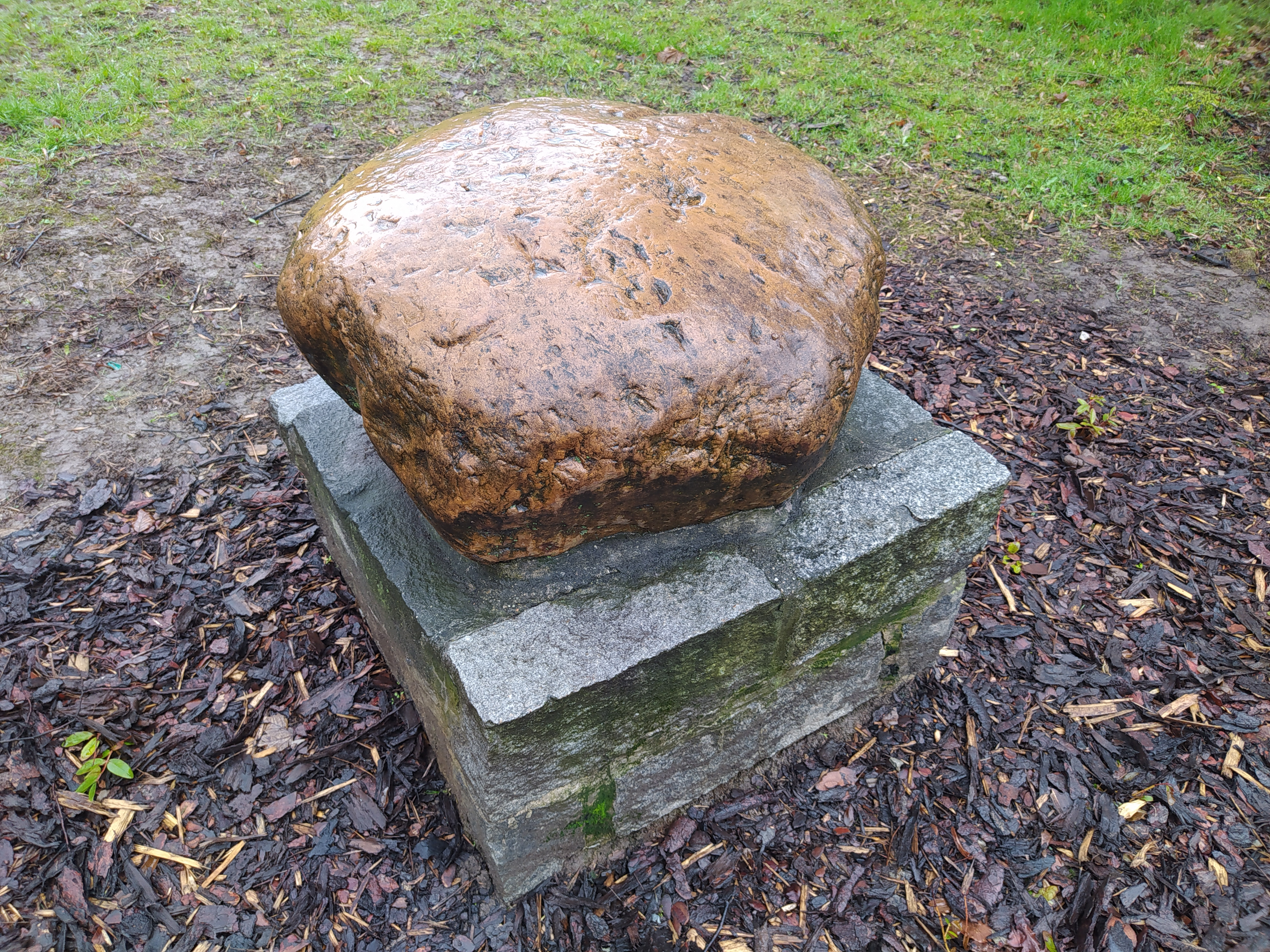
Výškovický bludný balvan
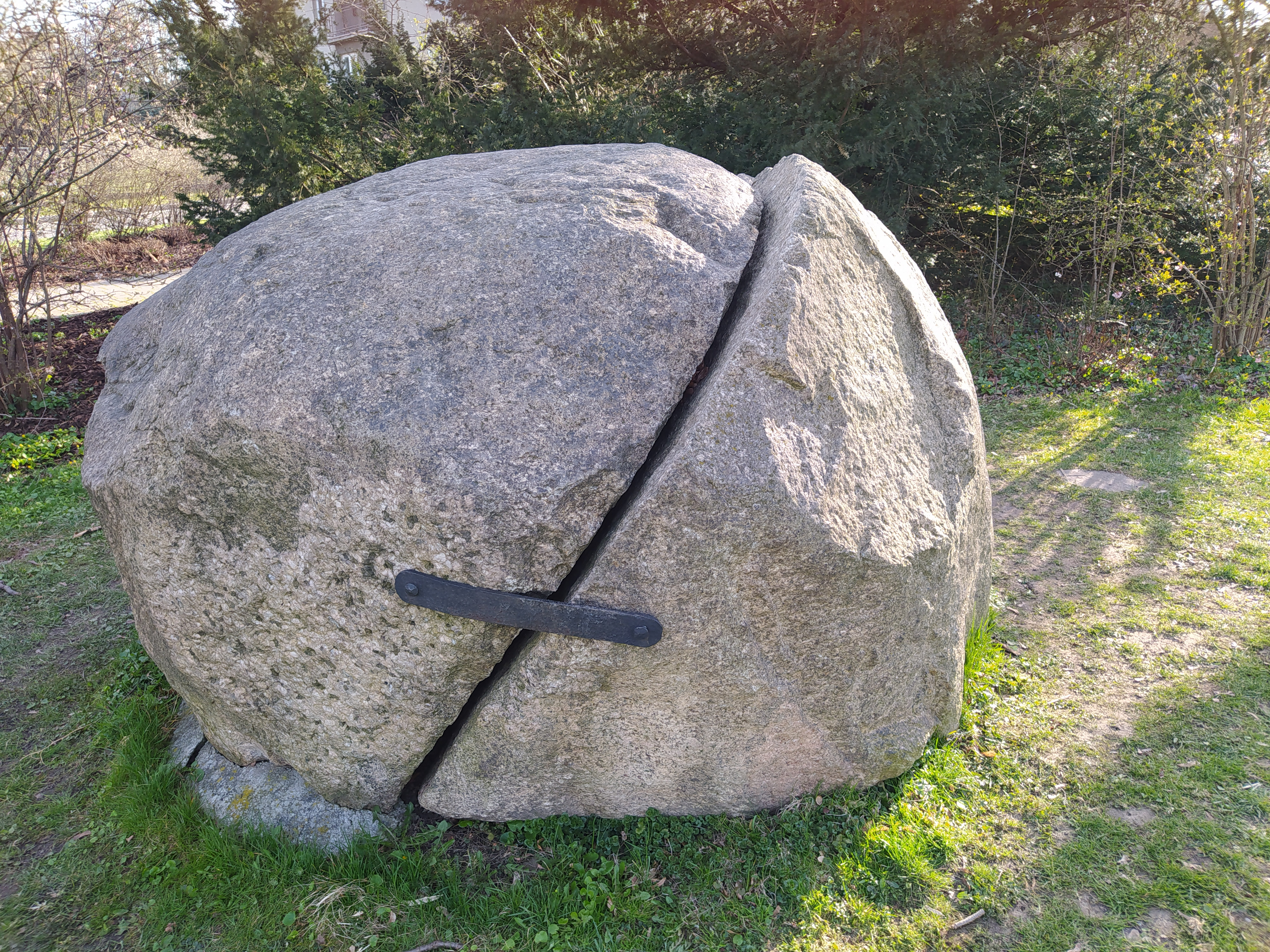
Bludný balvan v Polance nad Odrou
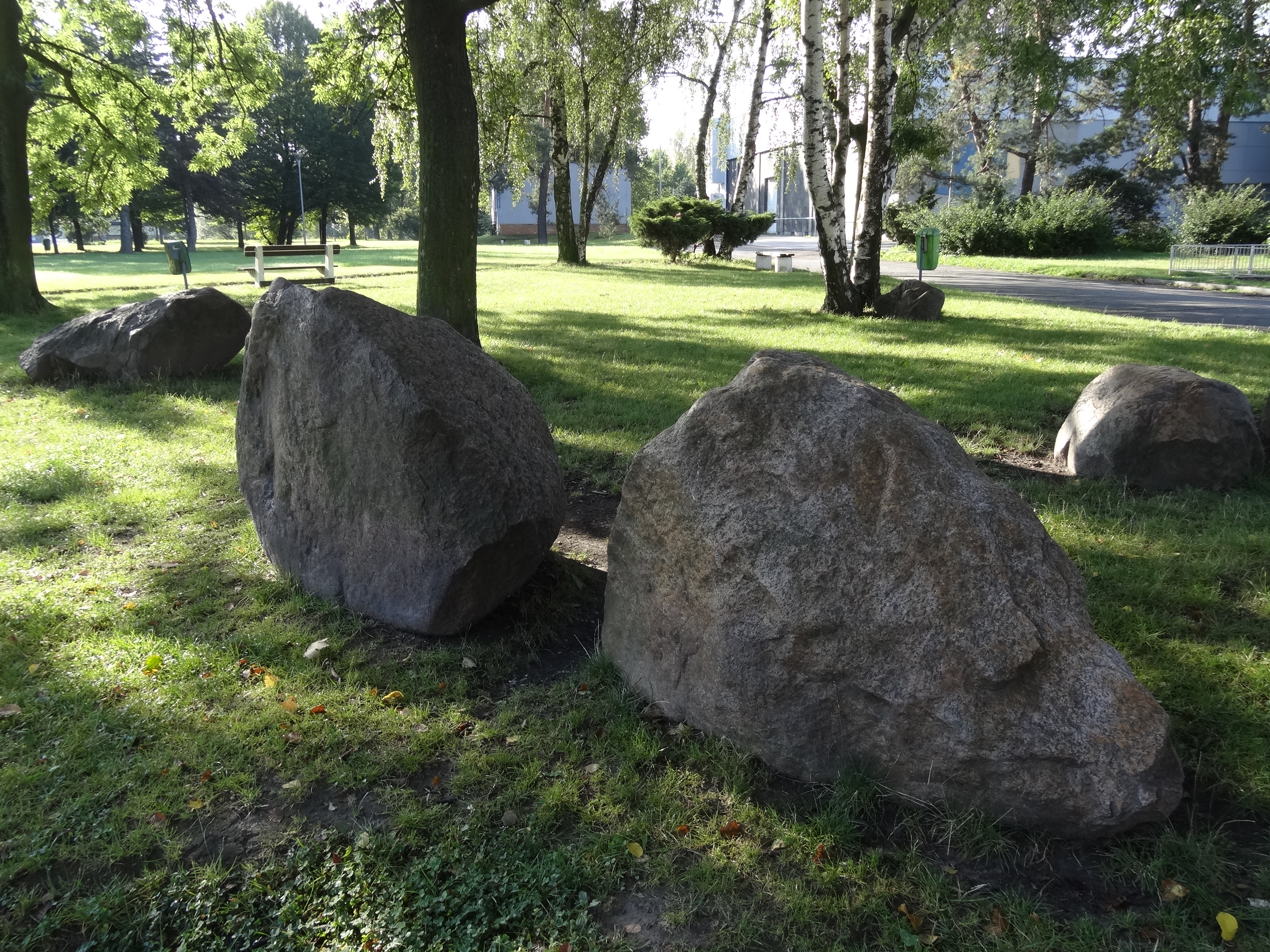
Rovninské balvany
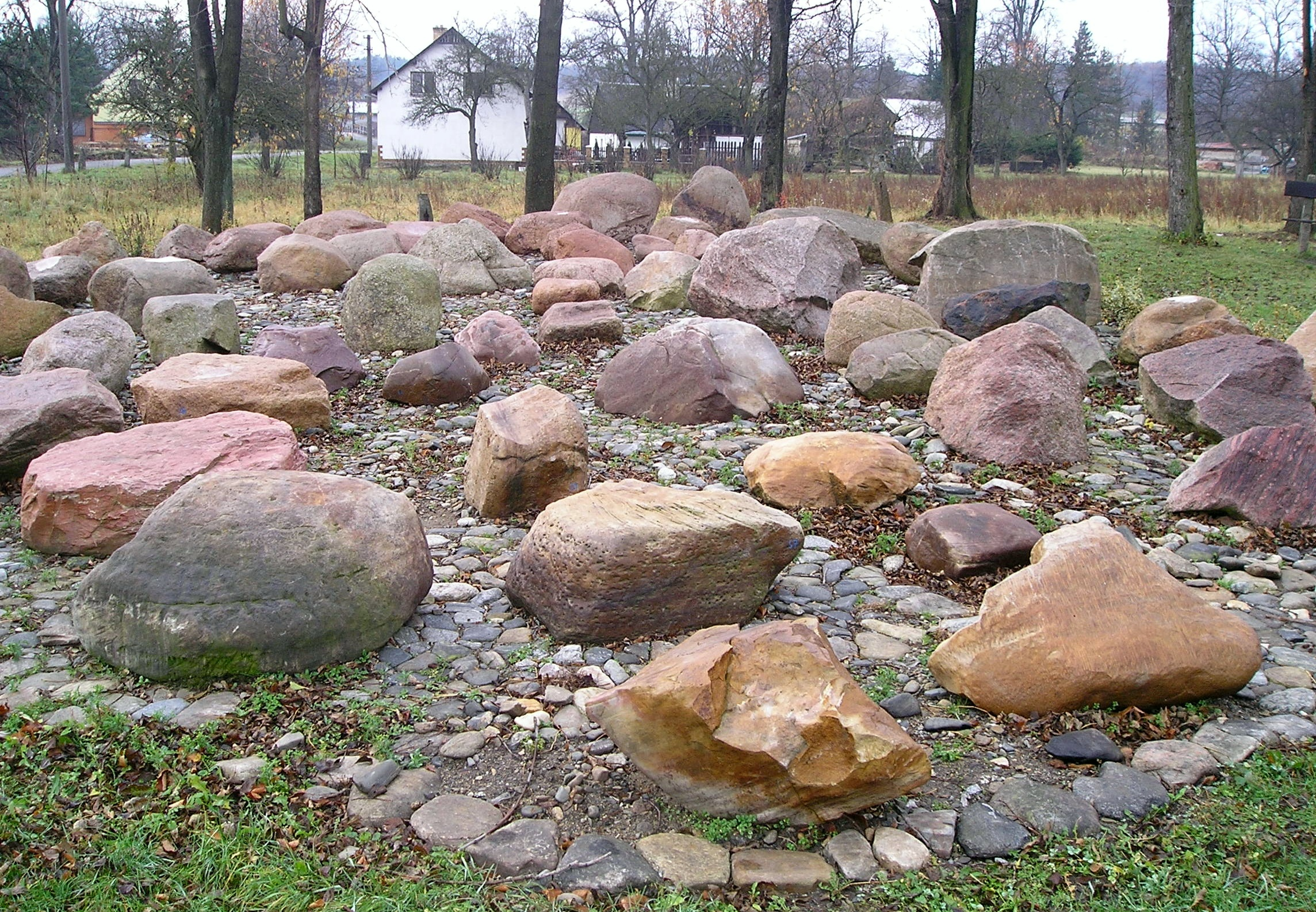
Bludné balvany ve Velké Kráši
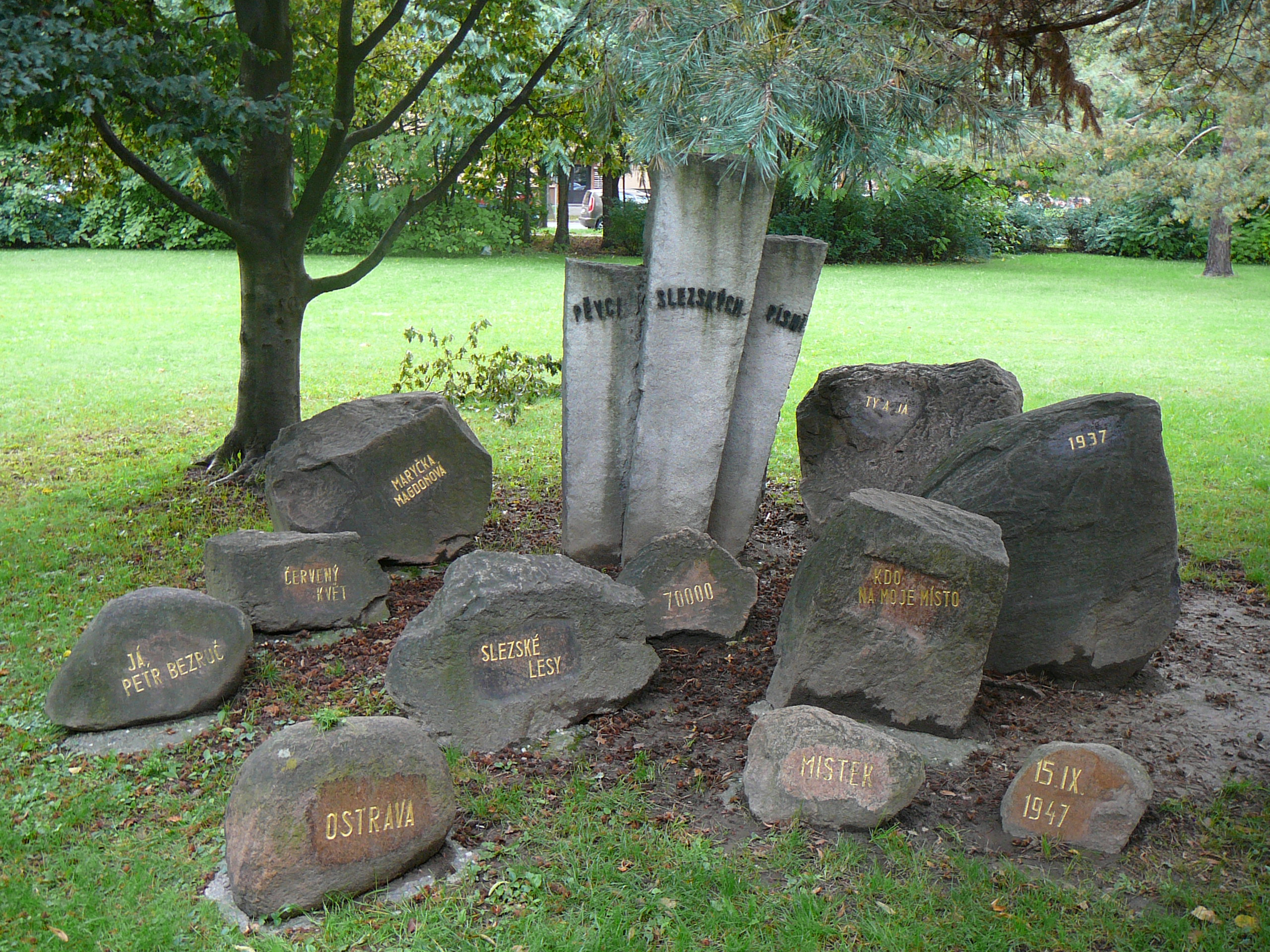
Bludné balvany ve Frýdku-Místku

## Bludné balvany v dalších zemích
- Bludné balvany v Dánsku – Největším doposud nalezeným bludným balvanem v Dánsku je Damestenen.
- Bludné balvany v Estonsku – Největším doposud nalezeným bludným balvanem v Estonsku je Elhakivi.
- Bludné balvany v Litvě – Největším doposud nalezeným bludným balvanem v Litvě je bludný balvan Barstyčiai.
- Bludné balvany v Lotyšsku
- Bludné balvany v Německu
- Bludné balvany v Polsku – Největším doposud nalezeným bludným balvanem v Polsku je Tryglaw.